# Mekar Jaya (Muara Sugihan)
Mekar Jaya is een bestuurslaag in het regentschap Banyuasin van de provincie Zuid-Sumatra, Indonesië. Mekar Jaya telt 1397 inwoners (volkstelling 2010).